# فرودگاه شهری فرگس فالز
فرودگاه شهری فرگس فالز (به انگلیسی: Fergus Falls Municipal Airport) (به زبان بومی: Einar Mickelson Field) یک فرودگاه همگانی بهره‌برداری هوایی با کد یاتا FFM است که یک باند فرود آسفالت دارد و طول باند آن ۱۷۱۹ متر است. این فرودگاه در کشور ایالات متحده آمریکا قرار دارد و در ارتفاع ۳۶۰٫۳ متری از سطح دریا واقع شده است.